# Slepounovití
Slepounovití (Brachaeluridae) je čeleď žraloků z řádu malotlamci, která má pouze dva zástupce, kteří jsou oba endemičtí k Austrálii.

## Popis
Jedná se o malé žraloky dosahující velikosti 0,6–1,2 m. Ústa na spodní straně těla jsou malá a umístěna dalece před očima. Ústa jsou spojená s nozdrami mělkými rýhami. Kolem nozder jsou umístěny nápadné vousky. Po stranách těla je umístěno pět žaberních štěrbin, ploutve jsou bez trnů. Druhá hřbetní ploutev je umístěna dalece před řitní ploutví. Ocasní ploutev je mnohem kratší než tělo, postrádá horní lalok a má ocasní zářez.

## Výskyt
Slepounovití obývají mělké vody východní Austrálie do hloubek kolem 200 m, typicky se však vyskytují v mnohem mělčích, někdy jen několik centimetrů hlubokých vodách, kde voda sotva překrývá jejich hřbet. Stanoviště slepounovitých zahrnuje korálové útesy a skalnatá dna s mořskými řasami.

## Biologie
Jedná se o živorodé živočichy. Živí se malými rybkami, korýši, krakaticemi a sasankami.

## Systematika
Název čeledi pochází ze zvyku žraloků zavírat oční víčka při vytažení z vody. Čeleď zahrnuje dva recentní druhy:
- Brachaelurus colcloughi Ogilby, 1908 (žralok Colcloughův) – někdy řazen do rodu Heteroscyllium
- Brachaelurus waddi (Bloch & Schneider, 1801) (žralok slepooký)

K vyhynulým rodům patří:
- †Eostegostoma
- †Palaeobrachaelurus
- †Paraginglymostoma